# Olivier, Olivier
Olivier, Olivier è un film del 1992 diretto da Agnieszka Holland.

## Trama
Serge Duval, veterinario, e sua moglie Elizabeth, vivono con i due figli nella provincia francese in una bella e spaziosa casa di campagna. Olivier, nove anni, esce in bicicletta per andare a trovare la nonna ammalata ma non torna più. La famiglia attende disperata le indagini della polizia che, nonostante le promesse, non riesce a chiarire se si è trattato di una fuga, di un incidente, di un rapimento o di un omicidio.
Il dramma provoca la rottura della coppia, il veterinario cerca di rifarsi una nuova vita in Africa, Elizabeth rimane a casa con la figlia maggiore, Nadine.
Qualche anno dopo, l'ispettore che aveva condotto le indagini si imbatte in un adolescente senza fissa dimora, dedito alla prostituzione. I suoi tratti somatici ricordano quelli di Olivier e l'ispettore lo riconduce a casa dalla madre. IL ragazzo si reinserisce a poco a poco nella famiglia, Elizabeth è pazza di gioia ma Nadine si dimostra scettica: cosa è successo a Olivier? È davvero Olivier?